# Lady Bullseye
Maki Matsumoto (Japonés: 松本真希 Matsumoto Maki) alias Lady Bullseye es un personaje japonesa, una supervillana que aparece en los cómics estadounidenses publicados por Marvel Comics. Una contraparte femenina y aliada de Bullseye, fue creada por Ed Brubaker, Marko Djurdjevic y Clay Mann, apareciendo por primera vez en Daredevil # 111. Ella ha sido principalmente una oponente de Daredevil.
Originalmente inspirada para convertirse en una asesina entrenada cuando vio a Bullseye matar fácilmente a varias personas, más tarde se convertiría en miembro de La Mano, aunque no tenía en alta estima sus tradiciones. Su alter ego es una abogada, que se opone a Matt Murdock en la sala del tribunal, atacando así a Daredevil en dos frentes. Las verdaderas intenciones de Lady Bullseye eran tomar el control del clan La Mano, pero en cambio Daredevil se convierte en su líder.

## Historial de publicaciones
Lady Bullseye se inspiró en Lady Snowblood, una mujer fatal japonesa.

## Biografía del personaje ficticio
Nacida en Japón, la joven llamada Maki Matsumoto que vivía en Osaka fue llevada a Nueva York, antes de convertirse en Lady Bullseye ella había sido capturada junto otras personas como esclavos sexuales. Sin embargo, Bullseye, en un recado no relacionado, llegó para matar a los mafiosos. La visión de Bullseye matando sin esfuerzo a sus captores inspiró a la joven a escapar y convertirse en una asesina.
Años más tarde, ahora al servicio de La Mano, la famosa orden ninja, llega a un garaje para tomar la iniciativa en el plan de la Mano ninja llamado Lord Hiroshi. Sin embargo, ella ha demostrado poca tolerancia al ritual de la Mano, interrumpiendo a algunos (que están acostumbrados a esas tradiciones) con la guardia baja para matar a sus enemigos. Ella mata y resucita tanto a White Tiger como a la Tarántula Negra para ayudarla.
Al mismo tiempo, se ha revelado que, en su apariencia civil, es abogada, atacando a Daredevil al ayudar a los padres de la esposa de Murdock, Milla Donovan, una enferma mental, a obtener la custodia de ella. Cuando uno de sus asociados descubre esto, ella lo mata para evitar que la Mano aprenda la verdad. Hiroshi afirma que todo lo que ella ha hecho ha sido de acuerdo con su voluntad. Maki le ofrece a Daredevil el liderazgo de la Mano, que él rechaza. La organización se reagrupa en España, preparándose para iniciar el "Plan B". Allí, encuentra a Kingpin, tratando de vivir una vida civil normal, y mata a su nueva novia y a sus hijos, y apuñala brutalmente a Kingpin, diciéndole que este es un mensaje para Matt Murdock.
Resulta que el verdadero objetivo de Matsumoto era tomar el liderazgo de la Mano, algo que le había prometido el aliado de Daredevil, el Maestro Izo, quien se reveló que la había entrenado. Sin embargo, Izo estaba mintiendo, y en cambio tenía la intención de que Daredevil tomara ese puesto y reformara la Mano. Esto ocurre, Daredevil hizo que Maki fuera derrotada al saber a matar al Maestro Izo.
Se muestra que Maki ahora está aliada con Kingpin contra Daredevil, instigando un conflicto entre Daredevil y Norman Osborn, que finalmente lleva a Daredevil a declarar a Hell's Kitchen como el territorio de la Mano.
Maki fue contratada por una parte aún desconocida para herir a Pepper Potts con un rifle de aire comprimido.
Durante la historia del «Imperio Secreto», Maki aparece como miembro del Ejército del Mal y participó en el ataque a Manhattan en represalia por lo que sucedió en Pleasant Hill.
Lady Bullseye aparece más tarde como miembro de Anti-Arach9 de Octavia Vermis.

## Poderes y habilidades
Lady Bullseye no tiene poderes sobrehumanos aparentes, pero es una maestra de varias artes marciales y una hábil combatiente mano a mano, y se especializa en el uso de una katana y shuriken. Se ha notado que ella es más rápida que Bullseye y Kingpin. Sin embargo, ella también es menos poderosa. Eso no le impidió derrotar a Daredevil y Viuda Negra en ocasiones separadas, y casi derrotó a Daredevil en otra ocasión. Daredevil ha comentado que en su forma disfrazada tiene poco olor y un pulso muy nivelado, similar a uno que realiza yoga. También es experta en asuntos legales, siendo abogada en su forma civil.

## Otras versiones

### Daredevil Noir
Lady Bullseye aparece como una mujer caucásica llamada Eliza. Ella es una agente de Kingpin y amante de un señor del crimen rival llamado O'Halloran.

### Marvel Zombies
Una versión zombi de Lady Bullseye es parte de un equipo de invasión que se dirige al universo de 'Marvel Ape', desesperado por carne fresca. La antorcha simiesca mata a Bullseye con una explosión de calor.

## En otros medios

### Televisión
- Lady Bullseye apareció como villana en la serie original de animación para Star+, Marvel's Hit-Monkey, interpretada por Reiko Aylesworth.[12][13] Ella es contratada por el Maestro Bonsai en nombre de Shinji Yokohama para matar a Hit-Monkey del mismo nombre después de que diezma a los Yakuza mientras busca venganza por la matanza de su tribu. Inicialmente desdeñosa del trabajo, desarrolla una venganza contra Hit-Monkey después de que él le corta la mejilla. Al enterarse de que está siendo asistido por el fantasma de Bryce Fowler, un ex socio de ella, intenta usar sal para lastimarlo, pero sin darse cuenta le otorga corporeidad temporal, lo que le permite ayudar al oficial de policía Haruka a matarla. Después de que Hit-Monkey mata a Yokohama, la sobrina de este último y ex amiga del primero, Akiko Yokohama (con la voz de Olivia Munn), toma la máscara de Matsumoto y el manto de Lady Bullseye, declarándose némesis de Hit-Monkey.
- Lady Bullseye aparecerá en Moon Girl and Devil Dinosaur.[14]